# НИН
Недељне информативне новине, познатији под скраћеницом НИН или Нин, је недељни лист који излази у Србији.

## Историја
Први број НИН-а изашао је у Београду 26. јануара 1935. После 26 бројева забрањен је септембра 1935. НИН је поново почео да излази 7. јануара 1951. године у Београду, а 26. јуна 2008. године је изашао његов јубиларни 3.000 број.
Ужу редакцију сачињавали су Светозар Поповић-Милић и Војислав Вучковић који су пред тадашњим властима фингирали као власници то јест уредници листа. Веселин Маслеша био је одговоран за лист пред Комунистичком партијом, а чланови колегија били су Јован Поповић, Ото Крстановић и Божидар Аџија. Око НИН-а су се окупили Ђорђе Андрејевић Кун, Чедомир Миндеровић, Ото Бихали Мерин, Душан Матић, Александар Вучо, Хуго Клајн, Радован Зоговић, Мирко Кујачић, Мирко Бањевић, Љуба Поповић, Ное Живановић, Драган Бераковић, Никола Петровић и Ђурђе Теодоровић. Стварна редакција била је у стану Јована Поповића у Београдској улици, званична, за власти, у Цвијићевој улици у Београду код Светозара Поповића. Од 26. јануара 1935. до 7. септембра 1935. изашло је 26 бројева а онда је полиција Краљевине Југославије онемогућила даље издавање НИН-а.
Шеснаест година по после штампања првог броја НИН-а група новинара Младог бораца, омладинског листа заложила се за покретање новог листа и 7. јануара 1951. године, нови НИН је поново покренут. Нови НИН је настао у национализованој соби за спавање бившег власника београдског дневног листа Правда Манојла Сокића у Влајковићевој улици бр. 8 на 1. спрату у стану претвореном у редакцију. То је тада припадало Издавачком предузећу Глас. НИН-овом имену кумовао је Моша Пијаде. По изразу, НИН је у то време био такозвани опиниен магазин — лист у коме су доминирали коментари и репортаже.
У том периоду окосницу редакције сачињавали су Стеван Мајсторовић, Најдан Пашић, Ера Ратковић, Тика Лешић, Миша Хабул и други. После периода самосталног деловања НИН 1958. године улази у новинско-издавачку кућу Политика. На њусмагазинску формулу и на колорну штампу НИН је прешао 4. априла 1971. године. Идејни творац и реализатор те промене је Фране Барбијери, тадашњи главни уредник и Сергије Лукач, оснивач катедре за новинарство на Факултету политичких наука у Београду. НИН од тада негује журналистичку синтезу, а од новинарских форми највише користи чланак, али је у извесној мери задржана и коментаторска, опинион форма.
Због обрачуна Савеза комуниста с либералима Барбијери је смењен, али је њусмагазинска формула задржана. После краће кризе између 1973 и 1975. у периоду када је главни уредник био Драган Марковић у НИН је дошла нова генерација новинара Богдан Тирнанић, Мирко Кларин, Стеван Никшић, Милан Милошевић, Теодор Анђелић, Александар Тијанић, Слободанка Аст, Зоран Јеличић, Душан Величковић. У том периоду НИН је имао највећи тираж у својој историји који је достизао 180.000 продатих примерака 1981.
После Осме седнице ЦК СКЈ у НИН-у је 1987/88. отворен нови партијски случај, смењује се тадашњи уређивачки колегијум, а две године касније из њега излази група новинара која са групом београдских дисидената оснива редакцију недељника Време. Године 1992. у НИН-у избија штрајк, после кога се он издваја из Издавачке куће Политика 1995. године и делује самостално. У марту 2009. Новинско-издавачко предузеће НИН продато је за 810 хиљада евра компанији Ringier, која поседује и лист Блиц.
НИН је до 2023. био у власништву српског огранка компаније Ringier, а после је прешао у руке Јелене Дракулић Петровић, а главни и одговорни уредник Милан Ћулибрк је рекао да докле год он буде био на том месту, НИН ће бити и даље опозициони медиј.
Врло брзо након тога комплетна редакција је напустила НИН, и основала нови недељник Радар. Разлог за овакав потез, по речима бивше новинарке НИН-а Сандре Петрушић, је у притисцима на редакцију од стране новог власника да постану прорежимски медији.

## Главни и одговорни уредници
1. Веселин Маслеша
2. Најдан Пашић
3. Стеван Мајсторовић
4. Ђорђе Раденковић
5. Фране Барбијери
6. Драган Марковић
7. Мирко Ђекић
8. Теодор Анђелић
9. Стеван Никшић
10. Душан Величковић
11. Миливоје Глишић
12. Стеван Никшић
13. Мило Глигоријевић
14. Слободан Рељић
15. Срђан Радуловић
16. Небојша Спаић
17. Милан Ћулибрк
18. Александар Тимофејев

## НИН-ова награда
У јануару сваке године, специјални жири НИН-а бира најбољи роман објављен у протеклих годину дана и награђује га НИН-овом наградом, која је једно од највећих признања у области савремене књижевности за ауторе из Србије.